# Stopplaats Farmsum
Stopplaats Farmsum (telegrafische code: fas) was een spoorweghalte in de Nederlandse provincie Groningen, geopend op 5 januari 1910 en gesloten op 5 mei 1941.
Van 1910 tot 1934 stopten hier de treinen van de spoorlijn Zuidbroek - Delfzijl, geëxploiteerd door de Noordoosterlocaalspoorweg-Maatschappij (NOLS). Van 1929 tot 1941 werd de stopplaats ook gebruikt voor de Woldjerspoorlijn Groningen - Weiwerd - Delfzijl.
De halte lag ten zuiden van Farmsum in de gemeente Delfzijl, nabij de kruising van het spoor met het afwateringskanaal van Duurswold, tussen station Weiwerd en station Delfzijl. Het perron was 96 meter lang. Het stationskoffiehuis staat er nog en is nu in gebruik als woonhuis (laatste huis aan de Bredelaan).